# San Mateo (Isabela)
San Mateo é um município de  primeira classe de renda municipal (d) na província Isabela, nas Filipinas. De acordo com o censo de 1 de maio  de  2020 possui uma população de 66 663 pessoas e 16 743 domicílios.